# Dan Chișu
Dănuț Florin Chișu, cunoscut publicului cu numele Dan Chișu, (n. 21 iulie 1955, Dăeni, Tulcea) este un actor, regizor, bucătar și producător român.

## Biografie
Provine dintr-o familie cu doi copii; fratele Lucian, este critic literar și a lucrat la revista "Literatorul".
A încercat să intre la IATC de câteva ori, a fost ghid turistic și-a aranjat o căsătorie pentru a emigra în Franța, în 1982. 
În Franța, a lucrat la IBM, la Nouvelle Frontiere, iar în 1988 l-a cunoscut pe Ion Țiriac.
În 1991, în România pune bazele la DaKino Advertising.
În 1991, a fondat Festivalul Internațional de Film DaKINO cu primele doua ediții de festival studențesc.
În 1995, dezvoltă Noaptea Devoratorilor de Publicitate în România.  
Din 1998 a fost promotor al lui Goran Bregovici în România; acesta cântând în 2007 la Sibiu Capitală Culturală Europeană. 
A jucat în filme cum ar fi Senatorul melcilor (1995), Asfalt Tango (1996), Faimosul paparazzo (1999), dar și în scurtmetrajele „Datorie” (2006). și "Excursie" (2014)
În anul 2010 a debutat ca regizor, scenarist și producător cu lungmetrajul „WebSiteStory”, iar în 2011 și-a lansat cea de-a doua producție, „Ursul”.
Al treilea film se numește „Și caii sunt verzi pe pereți” (2012), la care a realizat regia și pe care l-a produs împreună cu Oreste Teodorescu.
Mai apoi cu „București NonStop” (2013), a luat premiul „Coup de Coeur du Jury”, la ediția de anul trecut a Festivalului filmului de dragoste de la Mons. 
În 2003 pune bazele "Cafe DeKo" locul unde se scrie istorie și au loc primele spectacole de stand-up și teatru de improvizație din România de pe lângă Teatrul National București. De aici stand-up-ul s-a extins și s-a dezvoltat ca un adevărat fenomen în întreaga țară.

## Filmografie

### Actor
- Senatorul melcilor (1995)
- Asfalt Tango (1996) - necunoscutul
- Faimosul paparazzo (1999)
- Turnul din Pisa (2002) - producătorul TV Tudor Popescu

- #Selfie (2014) - tatăl lui Yasmine
- Déjà Vu (2013)
- Datorie (2006) - Mihaita
- La urgență (2006) - Luca
- Iubire cu parfum de lavandă (2024) - Anton

### Regizor
- Și caii sunt verzi pe pereți (2012)[7]

- 5 minute (2020)
- Love Building (2013)
- București NonStop (2013)
- Déjà Vu (2013) [8]
- Ursul (2011) Trailer
- Websitestory (2010) [9]

### Producător
- Război în bucătărie (2001) – coproducător
- Și caii sunt verzi pe pereți (2012)
- #dogpoopgirl (2021) – producător principal

- Aniversarea (2017)
- O lume nouă (2014)
- Planșa (2014)
- București NonStop (2013)
- Déjà Vu (2013)
- Love Building (2013)
- Websitestory (2010)